# شیبچار
شیبچار (به لاتین: Shibchar) یک منطقهٔ مسکونی در بنگلادش است که در ناحیه مداری‌پور واقع شده‌است. شیبچار ۳۲۱٫۸۸ کیلومتر مربع مساحت و ۳۱۸٫۲۲۰ نفر جمعیت دارد.